# Кудина Гора
Кудина Гора — деревня в Печорском районе Псковской области России. Входит в состав сельского поселения «Круппская волость».
Расположена на севере района у побережья реки Обдех, в 1,5 км от берега Псковского озера и в 9 км к юго-востоку от волостного центра, деревни Крупп.

## Население
Численность населения деревни по состоянию на конец 2000 года составляла 27 жителей.
| 2001 | 2002 | 2010 |
| ---- | ---- | ---- |
| 27   | ↘25  | ↘20  |

Автором фрески Нерукотворного Образа на фасаде православной часовни в деревне является монах иконописец Павел (Бесчасный).